# شهرك شهيد نامجو (أيسين)
شهرك شهيد نامجو (بالفارسية: شهرک شهیدنامجو) هي قرية تقع في إيران في قسم أيسين الريفي. يقدر عدد سكانها بـ 1,438 نسمة .